# Опсада Видина
Видинска опсада била је битка у Другом балканском рату, вођена од 25. до 31. јула 1913. године, између бугарске војске и српских јединица.

## Узроци сукоба
Током 5-8. јула 1. бугарска армија спроводи офанзивне операције у долини реке Тимок, али улазак Румуније у Други балкански рат и неуспех у борби против Грка навело је бугарску команду да усмери главне снаге према региону Македоније.
Напад Румунске војске довео је до побуне војника у бугарској Деветој пешадијској дивизији стационираној у области Фердинандова. Већина побуњених војника је отишао у изгнанство у Румунију. Искористивши ситуацију и слабљење бугарске одбране у региону Белоградчик - Видин, српска војска је наставила да напада, са намером да освоји Видин.  Дана 21. јула војници 1. тимочке дивизије су срушили бугарску одбрану Белоградчика, чиме је отворен пут према Видину.  У близини села Бела рада догодио се први сукоб претходнице српске војске са делом бугарске војске из видинског гарнизона.

## Битка
Јула 25. истурени делови 16. и 21. дивизије тимочког батаљона, под командом пуковника Вукомана Арачића заузели су положаје око Видина. Срби су се појавила из три правца - са југа, севера и истока. Град је у првим редовима фронта бранило уз 1200 војника и око 3.000 добровољаца, уз помоћ 52 топа, углавном застарелих и са малом количином муниције. Командант одбране је био генерал Кристо Маринов.
Ујутро 27. јула српска артиљерија је почела да гранатира град и утврђење које га окружује. Тродневна паљба била је неефикасна и није изазвала велику штету ни међу војницима или цивилима.
Дана 30. јула, након артиљеријских припрема српска пешадија је напала западни сектор одбране (између Новоселца и Смирдана). Бугари су одбили два напада, користећи за одбрану артиљерију и митраљезе. Успешна одбрана јужног дела одбране омогућила је браниоцима да пребаце део снага на главном правцу српског напада. 31. јула Срби су направили још један покушај да се град, овај пут напада са севера. И овај напад је одбијен. Када је стигла информација да је потписан мир у Букурешту којим је окончан Други балкански рат обе стране су прекинуле паљбу, а српска војска почела повлачење.